# Dvorec, Hodiše
Dvorec (nemško Höflein) je naselje v Občini Hodiše v Okraju Celovec-dežela na Koroškem v Avstriji.